# Luis Varela López
Luis Varela López (Madrid, 11 de gener de 1943) és un actor espanyol de cinema, doblatge, televisió i teatre.

## Carrera
Va fer el seu debut professional als sis anys amb la Companyia de Doroteo Martí; l'any 1949.

### Cinema
Debuta al cinema en 1956 amb la pel·lícula La espera, de Vicente Lluch. A diferència del teatre o la televisió, la seva trajectòria cinematogràfica no ha estat especialment notable i no va passar d'interpretar papers secundaris, la major part de les ocasions en comèdies intranscendents. No obstant això, en la seva filmografia figuren alguns títols del cinema espanyol destacables com Los jueves, milagro (1957), de Luis García Berlanga, Historias de la televisión (1965), de José Luis Sáenz de Heredia o Tiovivo c. 1950 (2004), de José Luis Garci.
A part d'això, després d'haver estat sense fer cinema durant gairebé vint anys, va ser recuperat per a la pantalla gran -i el públic en general- per Álex de la Iglesia el 2004, apareixent, també com a secundaria Crimen ferpecto pel qual és nominat en la XIX Premis Goya, com «Millor interpretació masculina de repartiment».
En juliol de 2014 va ser cridat a participar en la pel·lícula Bendita calamidad, de Gaizka Urresti, després de morir tràgicament Álex Angulo.

### Televisió
Després de la inauguració de Televisió Espanyola en 1956, participa en diferents espais dramàtics i de comèdia, encara que la popularitat li arriba a partir de 1962, de la mà de Fernando García de la Vega amb el programa Escala en hi fi. Inicia llavors una llarga trajectòria en la pantalla petita, amb desenes de personatges interpretats a Estudio 1 o Novela. A més ha protagonitzat sèries infantils, com Hoy también es fiesta (1972-1973), i comèdies, com Lecciones de tocador (1983).
Interpretà el paper de Luciano a la sèrie Manos a la obra (1998-2000), en la qual exercia d'agent immobiliari corrupte que posava en situació compromesa als protagonistes, aprofitant-se de la seva bondat i innocència.
Va interpretar el conegut paper de Gregorio Antúnez en la sèrie Camera Café de 2005 a 2009, pel qual va aconseguir diversos premis com el premi ATV o el premi de la Unión de Actores y Actrices.
En 2009 va participar en la seqüela de Camera Café: Fibrilando!, que va ser retirada per falta d'audiència.
Ha participat a Algo que celebrar (2015).

### Teatre
Debuta en el teatre com a actor infantil amb l'obra La torre sobre el gallinero (1955), amb direcció de Fernando Fernán Gómez, amb 12 anys. El seu començament en el teatre líric va ser en una producció, que es va realitzar al Teatro de la Zarzuela, amb Lola Rodríguez a El retablo de maese Pedro, en la que interpretava un personatge infantil, en 1953 i dirigida per Rafael Richard. Al Teatro Arriaga amb Pan y toros i a Los sobrinos del capitán Grant, amb el personatge de Mochila, obra amb la qual posteriorment es va inaugurar el nou Teatro Madrid.
En 1991 va col·laborar amb el Teatro de la Zarzuela, per a participar en un homenatge a José Luis Alonso Mañés, amb La Revoltosa, fent el personatge del Tiberio i des de llavors ha estat molt lligat a aquest teatre. També destaca el seu paper a La del manojo de rosas.

### Doblatge
Debuta com a actor de doblatge en 1961 en els estudis Fono España de Madrid. Participa en desenes de títols al llarg de més de trenta anys, ja fora en qualitat d'actor o director, doblant en diverses ocasions a l'actor anglès Richard O'Sullivan.
Com a curiositat, cal destacar que també va participar en el doblatge de Saint Seiya, prestant la seva veu en els primers episodis a Shiryu, el cavaller del drac. En Superman: la pel·lícula de 1978, va doblar la seva veu al fotògraf Jimmy Olsen.
El 1978 va participar en el doblatge al castellà de la versió musical de Jeff Wayne de La guerra de los mundos actuant com l'artiller.
El 1990 col·laborà en el nou doblatge de la cinquena temporada de la sèrie The A Team per Antena 3 Televisión prestant la seva veu a Templeton "Face" Peck (Fènix a Espanya i Faç a Amèrica Llatina).
El 2009 doblà a Carl Fredicksen, el protagonista de Up, pel·lícula d'animació de Pixar.
En 2018 doblà a Dick Van Dyke en la seqüela El regreso de Mary Poppins de Walt Disney Pictures, on va donar vida a Mr. Dawes Jr.

## Vida privada
Va estar casat des de 1966 amb Magdalena Durán, ja morta en 2007 i és pare de Cristian Varela (1975-), artista techno, i de Luis Varela, el seu mánager. Entre els seus familiars més coneguts es troba el seu germà, Emilio Varela, el pianista de l'inoblidable Por la mañana (1987), amb Jesús Hermida.
El seu avi, Pablo López Martínez, tenia una companyia de sarsuela i a més era tenor còmic.

## Treballs

### Filmografia
- Lo dejo cuando quiera (2019), de Carlos Therón.
- Bendita calamidad (2015), de Gaizka Urresti.
- Blockbuster (2013), de Tirso Calero
- Promoción fantasma (2012), de Javier Ruiz Caldera.
- Balada triste de trompeta (2010), d'Álex de la Iglesia.
- Pájaros de papel (2010), d'Emilio Aragón.
- Fuera de carta (2008), de Nacho G. Velilla
- Tiovivo c. 1950 (2004), de José Luis Garci.
- Crimen ferpecto (2004), d'Álex de la Iglesia.
- Hermana, pero ¿qué has hecho? (1995), de Pedro Masó.
- Cuando Almanzor perdió el tambor (1984), de Luis María Delgado.
- Muñecas de trapo (1984), de Jordi Grau.
- El Cid Cabreador (1983), d'Angelino Fons.
- Cristóbal Colón, de oficio... descubridor (1982), de Mariano Ozores.
- Todo es posible en Granada (1982), de Rafael Romero Marchent.
- Jane, mi pequeña salvaje (1982), d'Eligio Herrero.
- Es peligroso casarse a los 60 (1981), de Mariano Ozores.
- Pepe, no me des tormento (1981), de José María Gutiérrez.
- La tía de Carlos (1981), de Luis María Delgado.
- ...Y al tercer año, resucitó (1980), de Rafael Gil.
- Estimado Sr. juez... (1978), de Pedro Lazaga.
- A la legión le gustan las mujeres... y a las mujeres, les gusta la legión (1976), de Rafael Gil.
- Volvoreta (1976), de José Antonio Nieves Conde.
- Solo ante el Streaking (1975), de José Luis Sáenz de Heredia.
- Cuando los niños vienen de Marsella (1974), de José Luis Sáenz de Heredia.
- El calzonazos (1974), de Mariano Ozores.
- Una chica y un señor (1974), de Pedro Masó.
- Las señoritas de mala compañía (1973), de José Antonio Nieves Conde.
- El gran Almirante de nuestro tiempo (1971), de Adriano del Valle (Voz).
- La tonta del bote (1970), de Juan de Orduña.
- Los guardiamarinas (1967), de Pedro Lazaga.
- Nuevo en esta plaza (1966), de Pedro Lazaga.
- La ciudad no es para mí (1966), de Pedro Lazaga.
- Historias de la televisión (1965), de José Luis Sáenz de Heredia.
- Cumbite (1964), de Tomás Gutiérrez Alea.
- Un español en la corte del rey Arturo (1964), de Fernando García de la Vega.
- La verbena de la Paloma (1963), de José Luis Sáenz de Heredia.
- El Salvador (1959), de Joseph Breen.
- Los jueves, milagro (1957), de Luis García Berlanga.
- Piedras vivas (1956), de Raúl Alfonso.
- La espera (1956), de Vicente Lluch.

### Televisió
- Sabuesos (2018)
- Algo que celebrar (2015)
- Bienvenidos al Lolita (2014)
- El barco 
  - «La noche de Reyes» (5 de gener de 2012)
- BuenAgente
  - «El buen agente» (2 de desembre de 2011)
  - «Los ángeles de Charlie» (25 de novembre de 2011)
  - «En la cola del paro» (4 de novembre de 2011)
  - «Cinco meses y cuatro días después...» (28 d'octubre de 2011)
- Cheers 
  - «La hija del míster» (18 de setembre de 2011)
- ¡Fibrilando! (2009)
- Camera Café (2005-2009)
- ¿Se puede? (7 d'agost de 2004)
- 7 vidas
  - «Finding mi papa» (27 d'abril de 2004)
- El inquilino (2004)
- Abierto 24 horas 
  - «Genes» (1 de gener de 2001)
- El comisario
  - «La jaula del grillo» (13 de març de 2000)
- Manos a la obra (1998-2000)
- Hermanas 
  - «Jaque al bulldog» (1 de gener de 1998)
- Pasen y vean
  - «Con la vida del otro» (27 de febrer de 1997)
- Compuesta y sin novio
  - «Luna de miel» (26 de setembre de 1994)
  - «Encuentro en Madrid» (3 d'octubre de 1994)
- Canguros
  - «No me maltrates» (1 de gener de 1994)
- Primera función
  - El caso de la señora estupenda (23 de març de 1989)
  - El cuervo (23 de novembre de 1989)
- Tarde de teatro
  - Un paraguas bajo la lluvia (28 de desembre de 1986)
- La comedia musical española
  - Las leandras (15 d'octubre de 1985)
  - ¡Cinco minutos nada menos! (12 de novembre de 1985)
  - La cuarta de A. Polo (19 de novembre de 1985)
  - Ana María (26 de novembre de 1985)
- La comedia 
  - El baile de los ladrones (20 de desembre de 1983)
  - La señorita de Trevélez (24 de gener de 1984)
- Lecciones de tocador (1983)
- Teatro breve
  - El tío de Alcalá (29 de novembre de 1979)
  - Gazpacho andaluz (24 de gener de 1980)
  - La criatura (30 de maig de 1980)
- Mujeres insólitas (1977)
- El pícaro
  - «De cómo la vanidad es mala compañía para andar por caminos y posadas» (1974)
- Hora once
  - «Doble error» (28 de gener de 1974)
- Animales racionales
  - «Nuestros amigos irracionales» (23 de maig de 1973)
- Hoy también es fiesta (1972-1973)
- Buenas noches, señores
  - «Nuestro hogar» (14 de juny de 1972)
- Remite: Maribel
  - «La llave de la despensa» (29 de juliol de 1970)
- Vivir para ver 
  - «A Las cinco de otras tardes» (3 de setembre de 1969)
- La risa española
  - «Los 38 asesinatos y medio del Castillo Hull» (14 de març de 1969)
  - «El sombrero de copa» (13 de juny de 1969)
  - «Todos eran de Toronto» (20 de juny de 1969)
- Pequeño estudio
  - «Un día en la gloria» (3 de gener de 1969)
- La familia Colón
  - Miss Publicidad (10 de març de 1967)
- Estudio 1
  - El puente (3 de setembre de 1968)
  - El pueblo veraniego (24 de setembre de 1968)
  - La encantadora familia Bliss (3 de desembre de 1968)
  - Un paraguas bajo la lluvia (11 de febrer de 1969)
  - De profesión sospechoso (13 de maig de 1969)
  - Con la vida del otro (4 de juny de 1971)
  - La señorita de Trevélez (30 de juliol de 1971)
  - La casa de Quirós (21 de gener de 1972)
  - La hidalga limosnera (31 de març de 1972)
  - El avaro (14 d'abril de 1972)
  - El Padre Pitillo (9 de maig de 1972)
  - La vida privada de mamá (24 de novembre de 1972)
  - Carmelo (15 de desembre de 1972)
  - La muchacha del sombrerito rosa (5 de gener de 1973)
  - Primavera en la Plaza de París (12 de gener de 1973)
  - En la ardiente oscuridad (13 d'abril de 1973)
  - Don Juan Tenorio (2 de novembre de 1973)
  - Los Galeotes (22 de març de 1974)
  - Cuatro corazones con freno y marcha atrás (26 de setembre de 1977)
  - Don Gil de las calzas verdes (28 de març de 1978)
  - Tres sombreros de copa (20 d'abril de 1978)
  - Al final de la cuerda (18 d'abril de 1979)
  - Que viene mi marido (15 de maig de 1981)
  - La mosca en la oreja (14 d'agost de 1984)
- Tú tranquilo
  - Un pobre señor (21 d'agost de 1965)
- Teatro para todos
  - La muerte le sienta bien a Villalobos (8 d'agost de 1965)
- Don José, Pepe y Pepito  (1965)
- Escuela de maridos
  - Aprenda a conversar con su mujer (11 d'abril de 1964)
- Tengo un libro en las manos
  - Victoria (4 de febrer de 1964)
- Primera fila
  - Un marido de ida y vuelta (15 de gener de 1964)
  - Una noche de primavera sin sueño (5 d'agost de 1964)
  - La honradez de la cerradura (30 de setembre de 1964)
- Teatro de familia
  - Diálogos de Nochevieja (31 de desembre de 1963)
  - Los maletillas (7 d'octubre de 1964)
- Novela
  - Época de examen (1 de juliol de 1963)
  - El fantasma de Canterville (3 d'agost de 1964)
  - Mujercitas (30 de novembre de 1964)
  - En vano (22 de gener de 1968)
  - Los cascabeles de la locura (1 de juliol de 1968)
  - Los que no tienen paz (2 de setembre de 1968)
  - El abuelo tiene 30 años (3 de febrer de 1969)
  - Consultorio sentimental (25 de gener de 1971)
  - La caña de pescar (29 de març de 1971)
  - El hotel encantado (22 de maig de 1972)
  - El hombre de los aplausos (10 de gener de 1977)
  - Grandes esperanzas (3 de juliol de 1978)
  - La ilustre fregona (30 d'octubre de 1978)
- Escala en hi fi (1963-1965)

### Teatre i sarsuela (selecció)
- Pan y toros (1993)
- Los sobrinos del capitán Grant (Data desconeguda)
- La canción del olvido (Data desconeguda)
- Genoveva de Bravante (1949) (debut)
- El retablo de maese Pedro (1953)
- Tres sombreros de copa (1983)
- El arrogante español (1991)
- Títeres de la luna (1994), de Jorge Márquez
- La fierecilla domada (1995)
- La plasmatoria (1996)
- Carlota (1997)
- Don Juan Tenorio (1997)
- La Gran Vía (1998)
- La dama duende (1998)
- Don Gil de las calzas verdes (1999)
- Los gavilanes (2000)
- Serafín el pinturero (2002)
- Usted tiene ojos de mujer fatal (2003)[6]
- Tú y yo somos tres (2004)[7]
- La decente (2005)
- La del manojo de rosas (2003-2006)
- La Revoltosa (1962-2008)
- El rey que rabió (2009)
- La calesera (2009)
- Héroes (2016)

## Premis i candidatures
Premis Goya
| Any  | Categoria                                     | Pel·lícula      | Resultat |
| ---- | --------------------------------------------- | --------------- | -------- |
| 2004 | Millor interpretació masculina de repartiment | Crimen ferpecto | Candidat |

Premis de la Unión de Actores y Actrices
| Any  | Categoria                                | Pel·lícula     | Resultat  |
| ---- | ---------------------------------------- | -------------- | --------- |
| 2008 | Millor actor de repartiment de televisió | Camera Café    | Guanyador |
| 2008 | Millor actor de repartiment de cinema    | Fuera de carta | Candidat  |

Premis Iris
| Any  | Categoria             | Pel·lícula  | Resultat  |
| ---- | --------------------- | ----------- | --------- |
| 2006 | Millor actor de sèrie | Camera Café | Guanyador |

Altres
- Premi del Festival Internacional de Televisió i Cinema Històric de Lleó pel seu paper a Camera Café, en 2009.
- Camaleó d'Honor del Festival de Cinema d'Islantilla per tota la seva trajectòria, en 2008.
- Premi al millor actor de sarsuela concedit pel Teatro Campoamor, en 2006.